# Йонаді
Йонаді (італ. Jonadi, сиц. Junadi) — муніципалітет в Італії, у регіоні Калабрія, провінція Вібо-Валентія.
Йонаді розташоване на відстані близько 480 км на південний схід від Рима, 60 км на південний захід від Катандзаро, 5 км на південний захід від Вібо-Валентії.
Населення — 4143 особи (2014).
Щорічний фестиваль відбувається 6 грудня. Покровитель — святий Миколай.

## Демографія
Населення за роками:

Станом на 1 січня 2023 року в муніципалітеті офіційно проживали 152 іноземці з 20 країн, серед них 48 громадян країн Євросоюзу та 7 громадян України.

## Сусідні муніципалітети
- Філандарі
- Мілето
- Сан-Костантіно-Калабро
- Сан-Грегоріо-д'Іппона
- Вібо-Валентія